# Congregación Hospitalaria del Gran San Bernardo
La Congregación Hospitalaria del Gran San Bernardo (oficialmente en latín: Congregatio Sanctorum Nicolai et Bernardi Montis Iovis), también conocida como Canónigos Regulares de la Congregación Hospitalaria del Gran San Bernardo, es una orden religiosa católica de canónigos regulares de derecho pontificio y una congregación de la Confederación de Canónigos Regulares de San Agustín, fundada por Bernardo de Menthon en Martigny (Suiza) en el siglo XI. A los miembros de este instituto se les conoce como canónigos de San Bernardo y posponen a sus nombres las siglas C.R.B.

## Historia

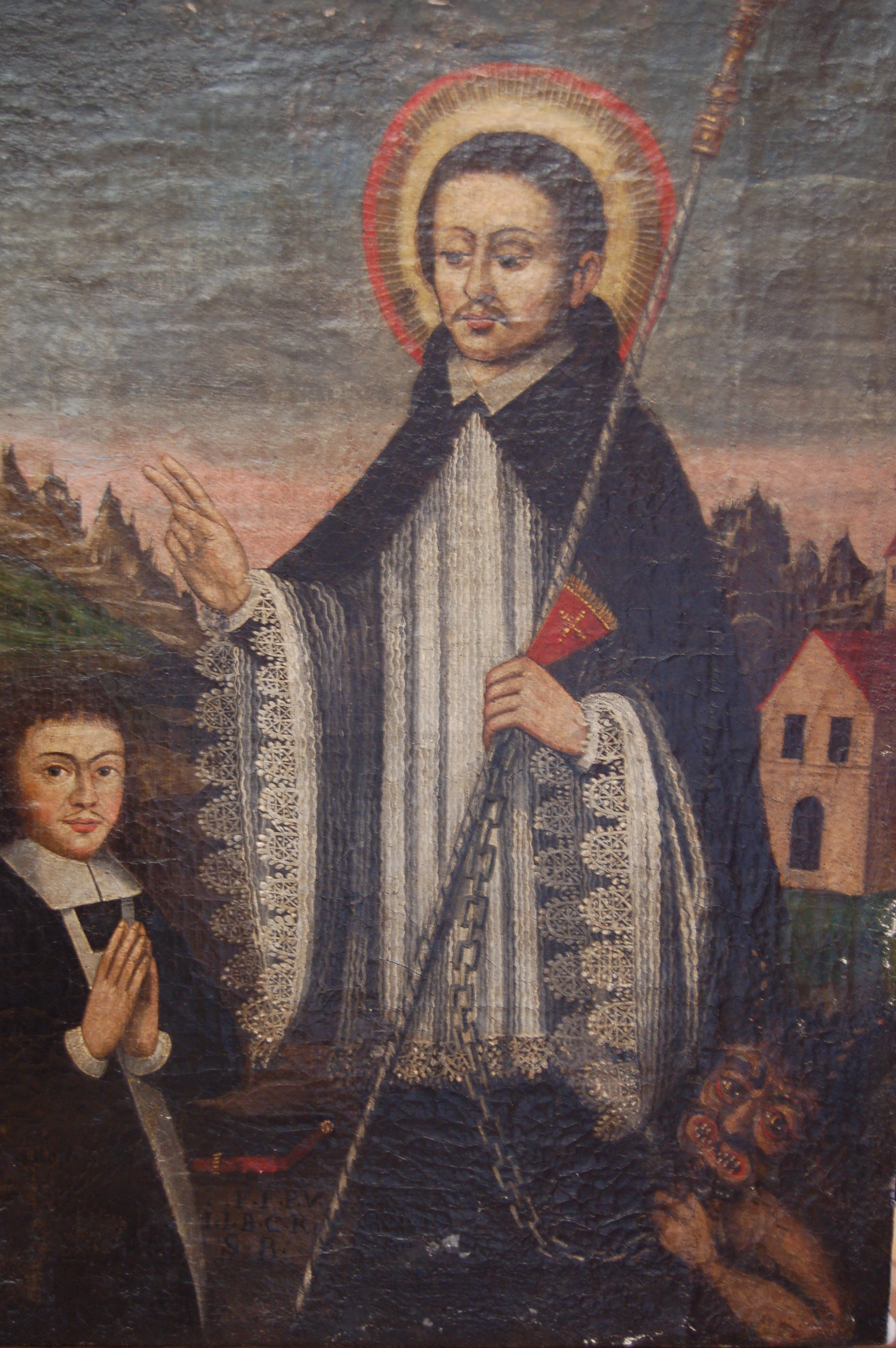
Bernardo de Menthon (1020-1081), fundador de los canónigos llamados después de San Bernardo, en honor.

En el siglo XI, Bernardo de Menthon restauró el antiguo monasterio del Monte Júpiter (conocido hoy como Gran San Bernardo), en Martigny (Suiza). Para su administración fundó una comunidad de canónigos regulares. Una de las tareas principales de dicha comunidad era la crianza de perros para la defensa de los peregrinos, de los cuales surgió la hoy conocida raza San Bernardo (perro). Con el tiempo los canónigos tomaron el nombre de Canónigos Regulares de San Bernardo en su honor, que también dio el nuevo título de Gran San Bernardo, al antiguo Monte Júpiter.
Con la bula Caritas unitas del papa Juan XXIII de 1959, surge la federación de los Canónigos Regulares de San Agustín, de la cual los canónigos de San Bernardo es uno de los miembros fundadores. Dicha federación es solo de comunión y ayuda intercongregacional, pero mantiene la autonomía de cada instituto.

## Organización
La Congregación del Gran San Bernardo es una orden religiosa de canónigos regulares derecho pontificio de dos monasterios autónomos, cada uno gobernado por su propio abad. A nivel general son representados por un prepósito general pero que no tiene poder directo sobre los monasterios, sino una función de animar en la fe y en la caridad.
Los canónigos pueden ser sacerdotes, hermanos u oblato y se dedican a la hospitalidad, viviendo según el modelo de la Regla de San Agustín.
En 2015, el instituto contaba con unos 40 canónigos, de los cuales 32 eran sacerdotes, y 2 monasterios en Suiza.